# Лиственка (Ленінградська область)
Лиственка (рос. Лиственка) — присілок Бокситогорського району Ленінградської області Росії. Входить до складу Забор'євського сільського поселення.
Населення — 21 особа (2012 рік).